# Tachihara Michizō
Tachihara Michizō (japanisch 立原 道造; * 30. Juli 1914 in Tokio; † 29. März 1939) war ein japanischer Lyriker.

## Leben und Wirken
Tachihara besuchte ab 1927 die Oberschule in Morioka. Dort erlernte er in einem Malclub die Pastellmalerei. 1929 wurde elf seiner Tanka-Gedichte in einem Magazin veröffentlicht. Er studierte dann an der Universität Tokio Architektur und erhielt den Jahrespreis für das beste architektonische Projekt.
Sein wirkliches Interesse galt aber der Literatur. Er las während der Studienzeit die Gedichte Rilkes, Baudelaires und Valérys in der Originalsprache und gehörte in den 1930er Jahren zu den Gründungsmitgliedern und Autoren der Literaturzeitschrift Shiki (四季, Vier Jahreszeiten). 1938 erkrankte er an Tuberkulose und erlag in kurzer Zeit vierundzwanzigjährig seiner Krankheit.